# 豪羅科湖
46°00′S 167°20′E / 46.000°S 167.333°E

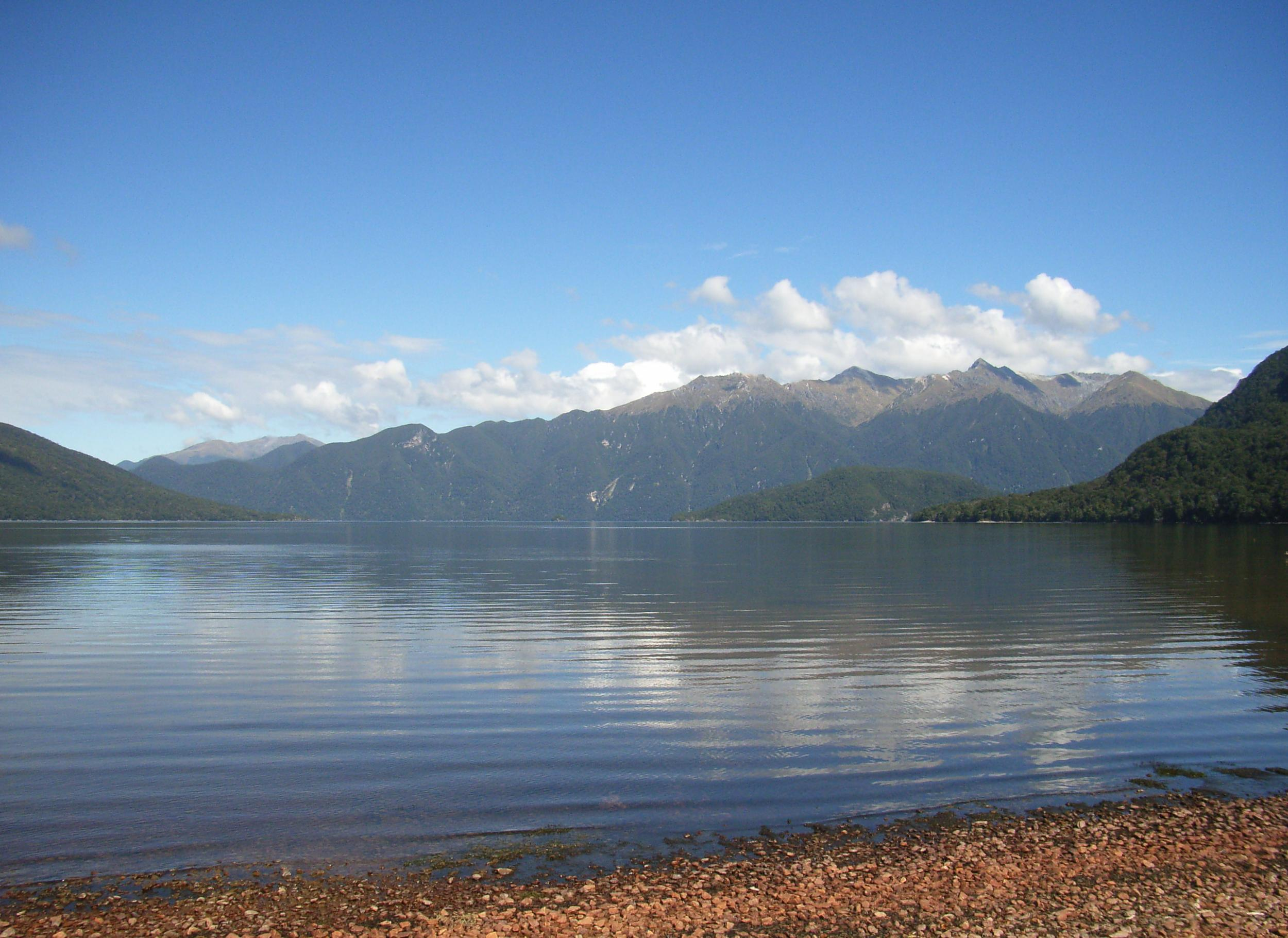

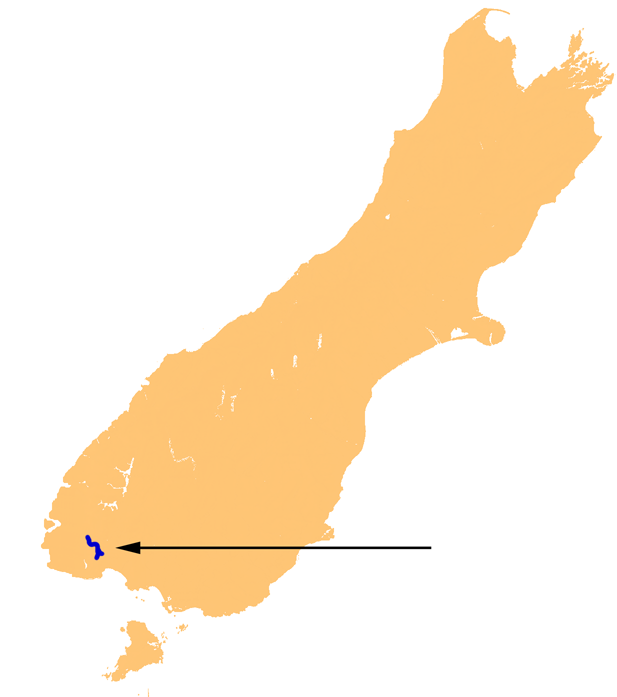

豪羅科湖是新西蘭的湖泊，位於南島的南地大區，長30公里，面積63平方公里，海拔高度150米，最大水深463米，是該國和大洋洲最深的湖泊，湖中有一座島嶼。